# RMN du carbone 13
La RMN du carbone 13 (13C ou parfois simplement appelée RMN du carbone) est l'application de la spectroscopie RMN du carbone. Il est analogue à la RMN du proton (RMN 1H) et permet l'identification des atomes de carbone dans une molécule organique comme la RMN du proton identifie des atomes d'hydrogène. Ainsi, la RMN du 13C est un outil important dans la détermination de la structure chimique en chimie organique. Seul l'isotope 13C du carbone de spin 1/2, dont l'abondance naturelle n'est que de 1,1 %, est détectable par RMN, alors que le principal isotope du carbone, 12C, a un spin nul.

## Implémentation
La RMN  du 13C a un certain nombre de complications qui ne sont pas rencontrées en RMN du proton. Notamment, la RMN  du 13C  est beaucoup moins sensible, puisque l'abondance naturelle est faible et que le carbone 13 est intrinsèquement moins sensible. Le nombre quantique de spin (spin) est de 1/2 (comme 1H). En outre, le rapport gyromagnétique est seulement 1/4 de celui du proton, ce qui réduit encore la sensibilité. La sensibilité relative à celle du proton est de 4 ordre de grandeur plus faible.
Une autre difficulté potentielle est la présence de fort couplage scalaire J avec les protons des hydrogènes liés (typiquement 100 à 250 Hz). Des techniques de découplage permettent cependant de supprimer les éclatements des résonances liées à ces couplages. Une fois ceci réalisé, les spectres de RMN du carbone 13 présentent des raies uniques, puisque les couplages entre différents 13C sont pratiquement inexistants compte tenu de la faible abondance naturelle. Avec 1,1 % (0,011) d'abondance naturelle, la probabilité pour qu'un autre atome de 13C soit lié varie entre 1 et 4 fois 0,0112 soit entre 1,2 et 4,8 pour 10 000 !

## Déplacements chimiques
Déplacements chimiques typiques du 13C

## Relaxation et conséquences
Les atomes de carbone ont un temps de relaxation d'autant plus faible qu'ils sont entourés d'atomes d'hydrogène. Cela signifie que les atomes de carbone quaternaires (dont non liés à un atome d'hydrogène) ont un temps de relaxation T1 élevé, jusqu'à plusieurs secondes.
Une des principales conséquences est qu'il est possible de perdre le signal d'un carbone quaternaire Q pour la raison suivante : si le temps total entre deux impulsions est inférieur à 5 fois le temps de relaxation T1 de Q, la magnétisation de celui-ci n'aura pas le temps de rejoindre sa position d'équilibre, c'est-à-dire selon l'axe z, ce que l'on peut considérer comme un déphasage par rapport aux autres spins. À chaque nouvelle impulsion, ce déphasage va s'accentuer jusqu'à mener à un signal en antiphase (c'est-à-dire négatif) pour Q. Puisque la FID finale est une moyenne de toutes les FID détectées, le signal pour Q peut très bien être moyenné à 0 et donc disparaître du spectre.
En pratique, cependant, cela arrive rarement grâce aux cycles de phase : un spectre 13C standard utilise un cycle de phase qui alterne l'excitation en x, -x, y et -y. Cela minimise énormément le déphasage des signaux même lorsque le temps pour chaque scan est inférieur au temps de relaxation puisque le déphasage en x est plus ou moins compensé par le déphasage inverse en -x (idem selon l'axe y). En revanche, on perd quand même en intensité pour les carbones quaternaires ce qui peut être problématique.

## Expériences de RMN du13C

### Le 13C standard
Dans l'expérience simple d'acquisition d'un spectre du carbone 13, on utilise une séquence d'impulsions simple avec découplage continu du proton. Le découplage permet notamment d'améliorer le rapport signal/bruit du spectre, puisque chaque signal du carbone se transforme en singulet (sauf présence d'autres noyaux actifs en RMN) mais on profite également de l'effet Overhauser nucléaire.

### INEPT
La séquence INEPT (« Insensitive Nuclei Enhanced by Polarization Transfer ») a été développée dès 1979 non seulement pour améliorer la sensibilité du carbone dans les expériences, mais aussi pour aider à faire la différence entre les groupes C, CH, CH2 et CH3.
On peut facilement visualiser la séquence INEPT dans le référentiel tournant :

### DEPT
La séquence DEPT (« Distortionless Enhanced Polarization Transfer ») ne peut pas réellement être visualisée dans le modèle du référentiel tournant mais elle offre les mêmes avantages que la séquence INEPT sans les distorsions des pics. C'est une des séquences les plus utilisées à l'heure actuelle, surtout DEPT-135.
Dans le cas de la séquence DEPT-135, les signaux des groupes CH et CH3 sont dirigés vers le haut alors que les signaux des groupes CH2 pointent vers le bas sur le spectre. Les carbones quaternaires n'apparaissent pas.
Les principales raisons qui justifient d'utiliser le DEPT-135 par rapport aux expériences DEPT-45 ou DEPT-90 sont que :
- on observe tous les pics pour les groupes CH, CH2 et CH3 ;
- il est plutôt aisé de faire la différence entre les groupes CH et CH3 grâce à leur intensité et au fait qu'un groupe CH3 (qui ne peut former qu'une seule liaison) se retrouve principalement dans la partie droite du spectre contrairement au groupe CH.

Dans le cas de la séquence DEPT-90, seuls les signaux des carbones tertiaires (CH) sont visibles, les autres sont absents du spectre.

### PENDANT et DEPT-Q
Pour éviter d'avoir à effectuer un spectre carbone 13 et un spectre DEPT, certaines séquences permettent de faire apparaître aussi les carbones quaternaires.